# Marietta Robusti
Marietta Robusti, de vegades coneguda com a Tintoretta (Venècia, c. 1554 - Venècia, 1590), va ser una cantant i pintora italiana, filla de Jacopo Tintoretto (1518-1594) i d'una dona alemanya desconeguda.

## Biografia
Des de sis anys, va rebre una educació musical amb Giulio Caccini (1551-1618). Va aprendre a pintar al taller del seu pare. Carlo Ridolfi, a la seva obra Vitta di Tintoretto (1642) explica que Marietta seguia al seu progenitor a tot arreu vestida de noi. Era la filla preferida del seu pare, el qual la va casar amb un orfebre i joier local, Mario Augusta, per mantenir-la a prop seu. Ridolfi és l'única referència bibliogràfica contemporània que transmet algun detall de la seva vida.

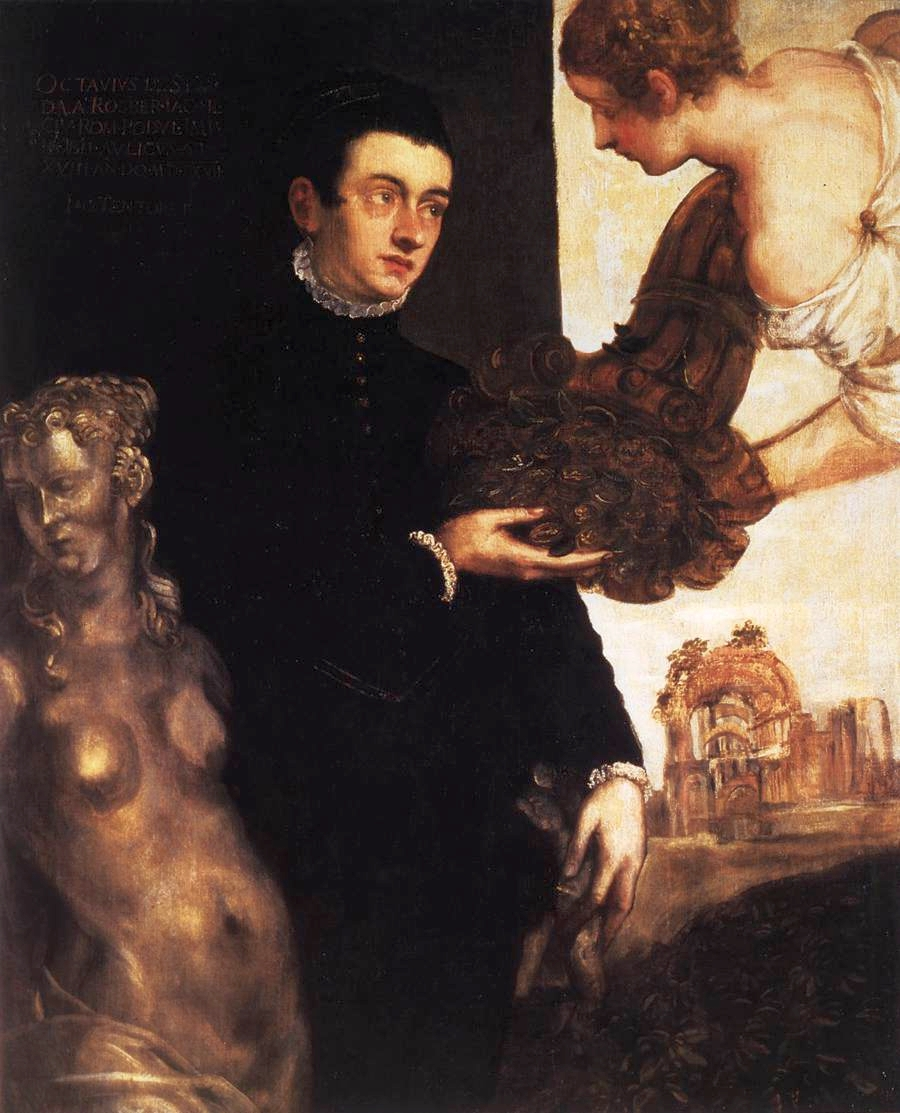
Retrat de Ottavio Strada

Víctima de la seva època, Marietta mai va rebre encàrrecs públics que li permetessin demostrar la seva vàlua com a artista. Es va especialitzar en pintures de petit format, principalment retrats d'ús privat. Molt poques obres poden ser-li atribuïdes amb seguretat, tal vegada només l'Autoretrat conservat en els Uffizi. Al Museu del Prado es conserva un retrat de dama. A la Gemäldegalerie de Dresden es troba la que podria ser la seva única obra signada ‹MR›, el Retrat de dos homes.
Algunes petites obres religioses podrien ser-li atribuïdes: dues Verges amb el Nen, ambdues al Museu de Cleveland. També hi ha indicis d'una important col·laboració en obres signades pel seu pare, la més evident estaria a la Santa Inés ressuscitant a Licinio (Santa Maria dell'Orto, Venècia, 1578-79). A la Col·lecció Rassini de Milà es guarden dos dibuixos probablement executats en el taller de Tintoretto.
Segons Ridolfi, el seu talent com a artista va cridar l'atenció de sobirans com Maximilià II d'Àustria o Felip II d'Espanya, que van reclamar els seus serveis com a pintora de càmera. No obstant això, el profund amor que el seu pare li tenia, que li portava a no voler separar-se mai d'ella, van impedir la realització d'aquests projectes.
Marietta va morir per causes desconegudes el 1590 i va ser enterrada a l'església veneciana de Santa Maria dell'Orto on encara es pot trobar una làpida.

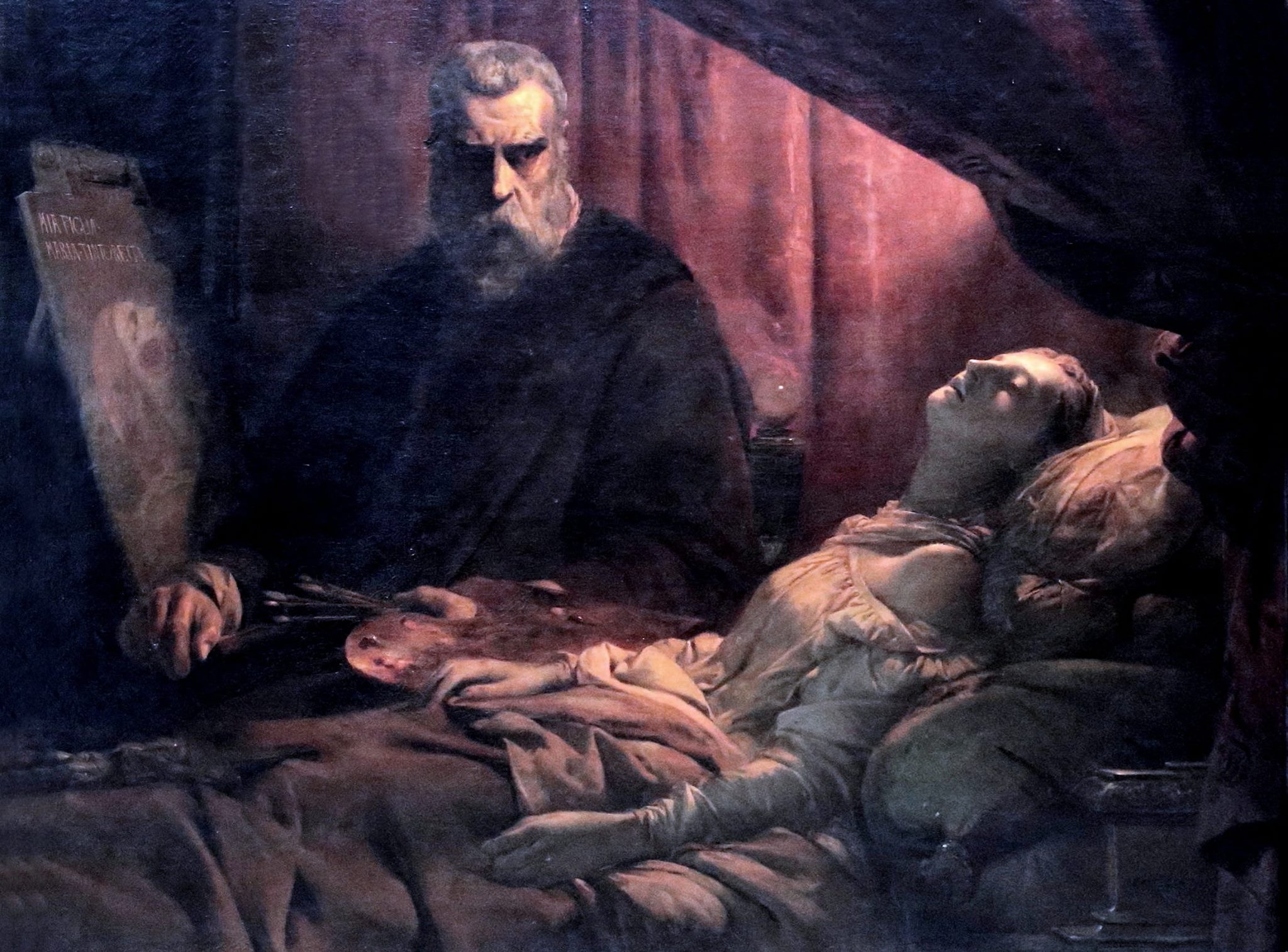
Léon Cogniet: «Tintoretto pintant la seva filla morta»

Devers 1843 el pintor francès Léon Cogniet (1794-1880) va realitzar una pintura «Tintoretto pintant la seva filla morta», conservada al museu de les Belles Arts de Bordeus. El pare hauria tingut una relació molt possessiva amb Marietta.

## Obres destacades
- Autoretrat (1580, Uffizi, Florència)
- Retrat de dona (Uffizi, Florència)
- Dama veneciana (Museu del Prado, Madrid)[3]
- Santa Inés ressuscita a Licinio (1578-79, Santa Maria dell'Orto, Venècia), obra signada per Jacopo Tintoretto, però amb evidents intervencions d'una altra mà, probablement les de la seva filla Marietta.
- Retrat de Ottavio Strada (1567-68, Stedelijk Museum, Amsterdam)
- Retrat de dos homes (Gemaldegälerie, Dresden), signada ‹MR›
- Retrat de dama com a Flora (Gemaldegälerie, Wiesbaden), dubtós.
- Retrat d'ancià i noi (1585, Kunsthistorisches Museum, Viena)